# Indiabulls Sky
Indiabulls Sky est un complexe de trois gratte-ciel résidentiels en construction à Mumbai en Inde. Les deux plus hauts s'élèveront à 291 et 281 mètres tandis que le plus petit a été achevé en 2016. 